# حبق قرنفلي
حبق قرنفلي (الاسم العلمي:Ocimum caryophyllatum) هو نوع غير مؤكد من النباتات يتبع جنس الحبق من الفصيلة الشفوية.